# Сан-Марино на Универсиадах
Сан-Марино принимает участие в Универсиадах начиная с летней Универсиады 1987 года в Загребе. На зимних Универсиадах спортивная делегация Сан-Марино участвовала начиная с Универсиады 2003 года в Тарвизио.
На настоящее время (после летней Универсиады 2021 и зимней Универсиады 2023) спортсмены Сан-Марино на всех Универсиадах медалей не завоевали.